# 行为糟糕的哲学家
行为糟糕的哲学家（英語：Philosophers Behaving Badly）是2005年，尼格尔·罗杰斯( Nigel Rogers)和梅尔．汤普森(Mel Thompson) 出版一本著作，阐述这样的主题：伟大哲学家们的事业和哲理不能够也不应该与他们的个人生活和问题绝然分离。